# Priester Hendrik

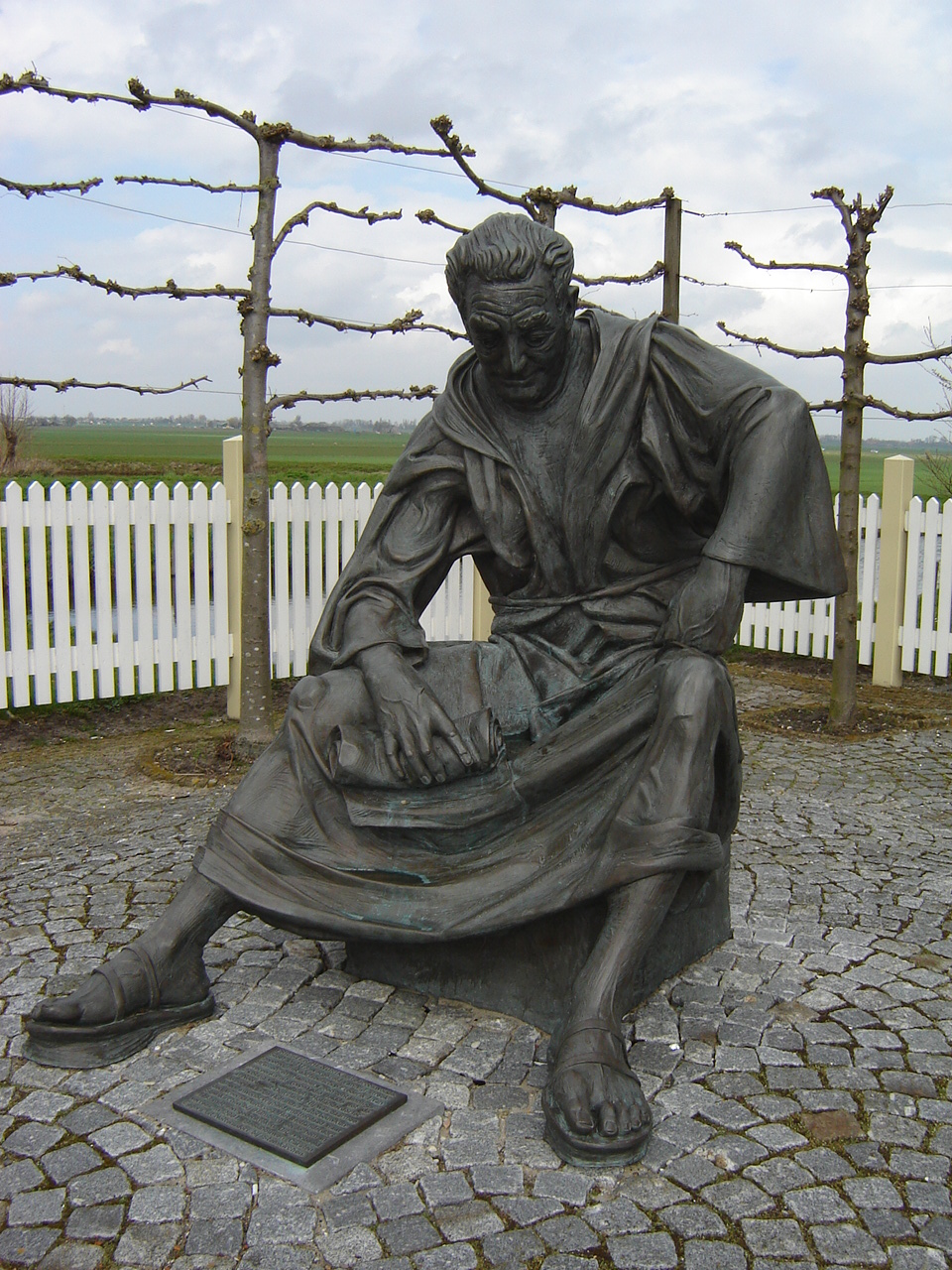
Het beeld van priester Hendrik te Rijnsaterwoude

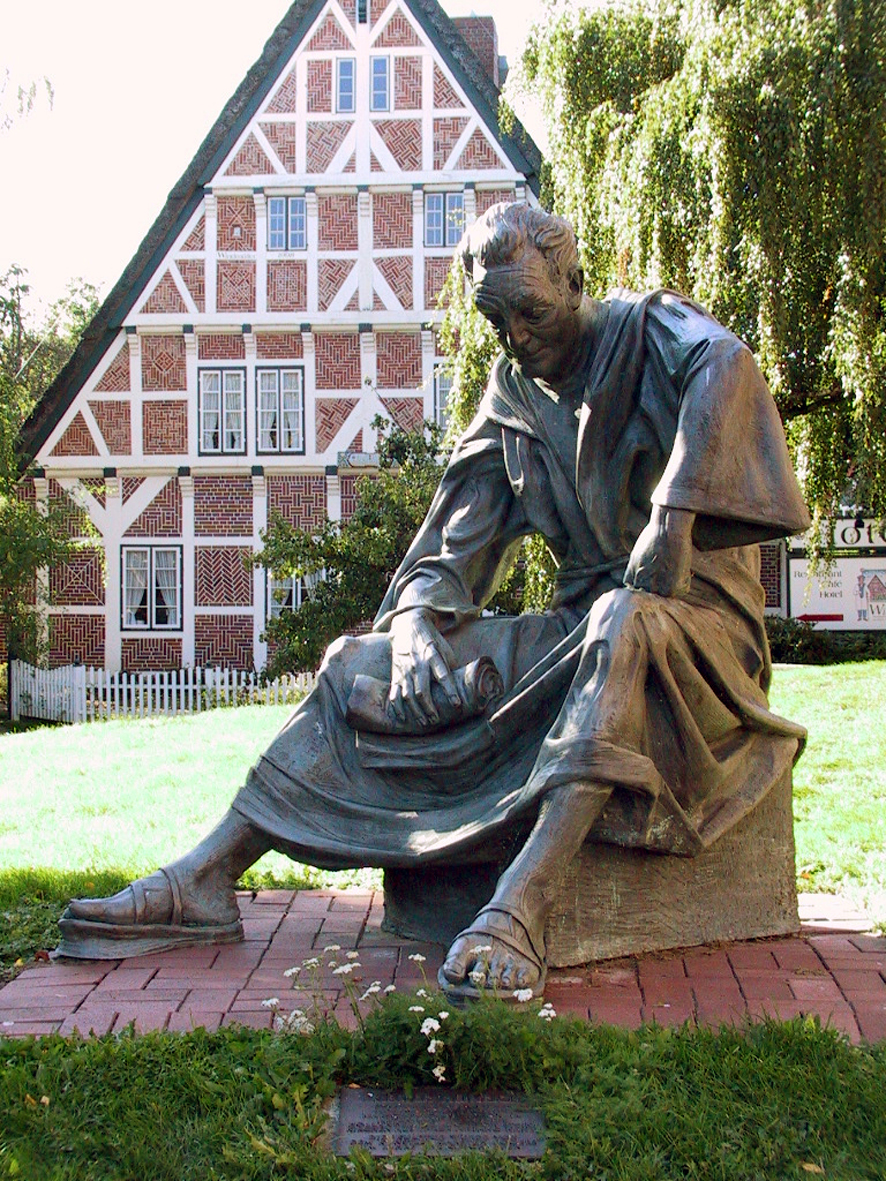
Het beeld van priester Hendrik te Steinkirchen

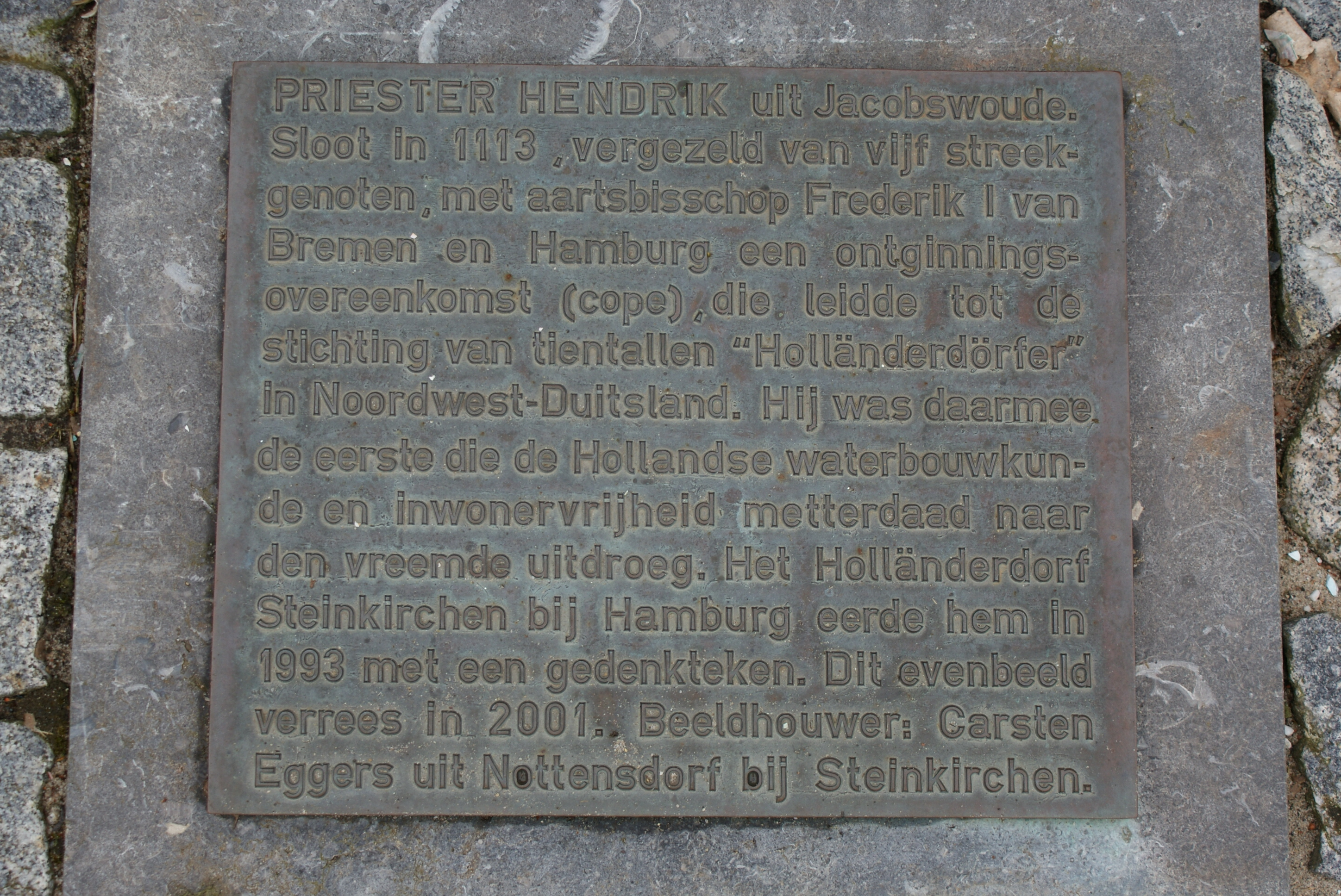
Plaquette te Rijnsaterwoude

Priester Hendrik (Heinricus Sacerdos) was een pastoor te Jacobswoude en deskundige op het gebied van landontginning ten tijde van de Grote Ontginning die tussen 1000 en 1300 plaatsvond in het Hollands/Utrechtse veengebied. De kenmerkende langgerekte ontginningspercelen aldaar zijn toen ontstaan. In Zuid-Holland herinneren plaatsnamen als Nieuwkoop en Boskoop nog aan de middeleeuwse contracten (cope) die met de landeigenaar, de bisschop van Utrecht, werden afgesloten om het gebied te mogen ontginnen. 

## Altes Land
Nadat hij had bijgedragen aan de veenontginningen in Holland vertrok Hendrik in 1113 met een groep van vijf Hollanders naar het gebied dat later bekend werd als Altes Land, een gebied tussen Hamburg en Bremen. Op uitnodiging van Frederik I, bisschop van het Aartsbisdom Bremen, gingen ze er de woeste gronden in de veenmoerassen aan de monding van de Elbe door bedijking inpolderen. Voor deze ontginning sloot de Hollandse priester voor de ontginners een cope met de aartsbisschop. 
Het was de eerste landontginning elders die op Hollandse wijze plaatsvond. De landschappelijke indeling van Altes Land vertoont opvallende gelijkenis met de veenweidegebieden in de Hollands-Utrechtse laagvlakte.

## Standbeeld
Een standbeeld van priester Hendrik werd op initiatief van de historicus professor Henk van der Linden gemaakt door de Duitse beeldhouwer Carsten Eggers. Het werd in 1993 geplaatst voor de Evangelisch-Lutherse St. Martini-et-Nicolai-Kirche in het Duitse dorp Steinkirchen. Een kopie ervan staat sinds 2001 op het plein voor de Woudse Dom in Rijnsaterwoude. Van der Linden was gedurende werkzaamheden aan zijn proefschrift over de cope op de priester gestuit. 
Voor het beeld in Rijnsaterwoude meldt een bronzen plaat in het plaveisel:

"PRIESTER HENDRIK uit Jacobswoude.

Sloot in 1113, vergezeld van vijf streek-

genoten, met aartsbisschop Frederik I van

Bremen en Hamburg een ontginnings-

overeenkomst (cope), die leidde tot de

stichting van tientallen "Holländerdörfer"

in Noordwest-Duitsland. Hij was daarmee

de eerste die de Hollandse waterbouwkun-

de en inwonervrijheid metterdaad naar

den vreemde uitdroeg. Het Holländerdorf

Steinkirchen bij Hamburg eerde hem in

1993 met een gedenkteken. Dit evenbeeld

verrees in 2001. Beeldhouwer: Carsten

Eggers uit Nottensdorf bij Steinkirchen".